# Václav Tikal
Václav Tikal (24. prosince 1906, Ptenín – 26. listopadu 1965, Praha) byl český malíř hlásící se k surrealismu, návrhář porcelánu, keramiky a textilu.

## Život
Václav Tikal se narodil v kovozemědělské rodině poblíž Přeštic a vyučil se obchodním příručím v Plzni. Ve druhé polovině 20. let se přestěhoval do Prahy. Za hospodářské krize ve 30. letech měl různá příležitostná zaměstnání a roku 1932 se oženil a narodila se mu dcera. Až jako ženatý se začal soustavněji věnovat svému koníčku - kreslení a malbě. Roku 1937 složil talentové zkoušky na Akademii výtvarných umění v Praze a začal studovat ve speciálce prof. Jakuba Obrovského a u Vratislava Nechleby. Jeho přítel, malíř Josef Mertlík, ho koncem 30. let seznámil s reprodukcemi surrealistických obrazů v revui Minotaure. V roce 1938 se mu narodil syn.
Po uzavření vysokých škol pracoval jako úředník u českoněmecké firmy Mineralöl-Vertrieb G.M.B.H., pozdějších Fantových závodech na Smíchově. Během války navázal prostřednictvím Otty Mizery kontakty s českými surrealisty a postupně se spřátelil se členy spořilovské surrealistické skupiny. Roku 1942 ho v ateliéru navštívil Karel Teige. Před koncem války se díky Václavu Zykmundovi prohloubily kontakty s brněnskou skupinou, které později vedly k založení Skupiny Ra. V letech 1945 - 1946 Tikal dokončil studium Akademie a získal diplom v oboru figurální malba. Stal se členem SVU Mánes.
V červnu 1946 pobýval spolu s dalšími malíři a teoretiky jeden měsíc v Paříži při příležitosti výstavy českého a slovenského výtvarného umění. Počátkem roku 1947 se jako člen zúčastnil první výstavy Skupiny Ra v Brně a v Budapešti. Vystavoval na přehlídkách československého umění v Mánesu (1947) a v Lucernu. Plánované výstavy v Basileji a Vídni v roce 1948 se již neuskutečnily a Skupina Ra se rozpadla. Koncem roku 1948 se Tikal připojil ke skupině kolem Karla Teigeho (K. Hynek, J. Istler, J. Kotík, M. Medek, E. Medková) a podílel se od roku 1951 na vydávání ineditních sborníků Znamení zvěrokruhu. V té době pracoval jako návrhář porcelánu a keramiky pro karlovarskou a teplickou porcelánku. Po Teigeho smrti r. 1951 se stáhl do ústraní a začal pracovat jako návrhář nejprve v Textilní tvorbě v Praze, od roku 1959 v ÚBOKu.
V druhé polovině 50. let obnovil kontakt se surrealisty kolem Vratislava Effenbergera a podílel se na albu Objekt 3 (1958). Vystavoval keramiku na Expo 58. Se skupinou V. Effenbergera (UDS) spolupracoval trvale i v 60. letech a zúčastňoval se jejích aktivit i vydání dalších alb Objekt 4 (1960) a Objekt 5 (1962). Roku 1963 utrpěl těžký infarkt. V roce 1964 se stal členem hnutí Phases a vystavoval v Bruselu.
Odešel do invalidního důchodu, věnoval se malbě a v roce 1965 měl sérii samostatných výstav. Zúčastnil se významných výstav v zahraničí (Bienále Sao Paulo, Autour du Surréalisme v Caen) a obdržel cenu na Trienále v Miláně.
Dne 26. listopadu 1965 utrpěl druhý infarkt, kterému podlehl.

## Dílo
Pro rané dílo Václava Tikala mělo klíčový význam jeho setkání s reprodukcemi světového moderního umění v revui Minotaure nebo Cahiers d'Art, které odebírala knihovna Uměleckoprůmyslového muzea. K obrazům Dalího a Chirica Tikal sám v rozhovoru uvedl: „Bylo to pro mne zjevení. Viděl jsem, že jen touto cestou se dá vyjádřit zběsilost událostí našeho času. Proto jsem se začal hlouběji zajímat o surrealismus“. Přímým odkazem k Dalímu je obraz Dohasínající věk, 1942 (GVU Ostrava).
Kromě toho lze v Tikalových obrazech nalézt i další vlivy - Henri Rousseau, Josef Istler a další členové skupiny Ra. Významnou roli hrála také atmosféra válečných let. Pokud jde o surrealistické techniky, použil z nich pouze frotáž. Jeho hlavním výrazovým prostředkem byla iluzivní malba, kterou si dokonale osvojil v ateliéru Jakuba Obrovského, kresba a ojediněle grafické techniky, zejména lept.
Tikalovo hledání vlastního výrazu trvalo jen krátce (Konfigurace, Obraz, Poslední věci člověka 1941). Podle Effenbergera Tikalovým surrealistickým obrazům chybí princip "kritické analogie" a tíhnou k "harmonizačnímu lyrismu" (Autoportrét, Nalezená prehistorie, 1942, Múza na penzi, 1943). Za války se Tikalova lyrická poloha střetávala s krutou realitou a nemožnost úniku do bezpečných krajin snu se odráží i v názvech obrazů (Iluze iluze, 1943, Přistání v Apokalypsii, 1944) Někdy převážil druhý pól Tikalovy tvorby, kde se "surrealistická imaginace stala nástrojem k zachycení skutečnosti v její obecnosti" a vrcholí ve společensky angažovaných malbách Lidice (1945), Fašismus (1951) nebo Na výspě (1957).
Tikal sám v rozhovoru uvedl, že za války se cítil ohrožen "surrealistickým naturalismem" a nemohl pokračovat stejným směrem, protože samotná hrůzná skutečnost by ho zahnala do poloh, které už s uměním neměly nic společného.. Ve své malbě se postupně vzdaluje verismu směrem k abstrakci.
Bezprostředně po válce se inspiračním zdrojem velkého cyklu kreseb stala divoká a člověkem nedotčená příroda (Symbioza, 1945, Živly, 1947) a zároveň vznikly i malby jakéhosi civilizačního mýtu, evokující romantickou vizi budoucí technické civilizace (Astrofyzická věž, 1947). Krátký pocit osobní svobody má v Tikalově díle výraz v živé barevnosti několika zcela abstraktních kompozic (Obraz, 1946). Tikal to komentoval v ineditním Pracovním sborníku: ..nepochybuji o existenci vnitřního modelu. Vím, že dokonce existuje v abstraktním plánu.
Krátké období kolem roku 1948, kdy se členové Skupiny Ra pokoušeli o sepětí uměleckých a sociálních zřetelů na ideologické platformě mezinárodního sdružení Revolučních surrealistů, nakonec vedlo k rozpadu skupiny. Tikal se sblížil se skupinou kolem Karla Teiga a načas se vrátil ke svému surrealistickému východisku a poloze melancholického lyrismu (Romance, Milenci, 1951). Po Teigeho smrti přestal malovat a v letech 1952–1956 se věnoval keramice. Návrat k malbě a snaha o navázání kontinuity s poválečnou civilistní linií se nepodařil a Tikal zprvu hledal nová východiska tvorby v Nové figuraci (Hlavy, 1958) nebo lyrické abstrakci a nakonec se obrátil k syntéze organických struktur a konstruktivních prvků ze své poválečné tvorby.
Jeho obrazy od konce 50. let jsou zprvu soustavou abstraktních architektur odvozených z přírodních struktur (cyklus Architektura přírody, 1958–1962, Vánoce v lese - křoví, 1962) a později využívají abstraktních znaků k navození předmětné iluze (cyklus Pohyblivé iluze). Vytváří cykly obrazů, kde jeho imaginární konstrukce spletitých křivek a trubicových labyrintů (cyklus Mechanické fantomy, 1964-65, Cévy vzduchu, 1965) zachycují mikrokosmos autonomních forem zrozených z malířovy imaginace, metafory přírodních jevů i kosmickou situaci člověka.
Latentní sklony k harmonizaci protikladů, které provázely Tikalovu tvorbu, nalezly svůj výraz v závěru jeho života ve splynutí mechanického a organického, reálného i fantazijního a lidského a kosmického světa. Podle Františka Šmejkala Tikalovy obrazy představují jednu ze základních hodnot českého moderního umění.

### Výstavy

#### Autorské
- 1945 Václav Tikal, Fantovy závody, Praha - Smíchov
- 1958 Václav Tikal: Obrazy a kresby 1941–1957, Galerie Československý spisovatel, Praha
- 1965 Václav Tikal: Malířské dílo 1941–1965, Krajská galerie, Hradec Králové
- 1965 Obrazy Václava Tikala, Jednotný závodní klub ROH, Ústí nad Orlicí
- 1965 Václav Tikal, Galerie Václava Špály, Praha
- 1966 Václav Tikal: Posmrtná výstava malířského díla 1941 - 1965, Dům pánů z Kunštátu, Brno
- 1966 Václav Tikal: Obrazy z posledních let, Galerie umění Karlovy Vary
- 1967 Václav Tikal: Posmrtná výstava malířského díla 1941 - 1965, Mánes, Praha
- 1967 Václav Tikal: Malířské dílo z let 1941–1965, Dům umění, Ostrava
- 1991 Václav Tikal, Ölbilder - Zeichnungen. Galerie Atelier unterm Dach, Offenbach
- 1992 Václav Tikal, Galerie moderního umění v Roudnici nad Labem
- 1993/94 Václav Tikal 1906–1965, Galerie výtvarného umění v Chebu, Alšova jihočeská galerie v Hluboké nad Vltavou, Oblastní galerie Vysočiny v Jihlavě, Státní galerie ve Zlíně, Salon, Kabinet, Olomouc, Galerie výtvarného umění v Ostravě, Středočeská galerie, Praha
- 2002 Cesta Václava Tikala: Obrazy a kresby ze soukromých sbírek, Galerie Vltavín, Praha
- 2007 Václav Tikal: Kresby, Galerie výtvarného umění v Chebu, Kabinet grafiky a kresby
- 2007 Václav Tikal: Retrospektiva, Galerie U Betlémské kaple, Praha
- 2009 Václav Tikal: Nedělní malíř, Galerie Moderna, Praha
- 2018 Václav Tikal: ranní sprcha Galerie Moderna, Praha

#### Skupinové (výběr)
- 1946 Mánes 1946, Mánes, Praha
- 1946 Art Tchécoslovaque 1938 - 1946, Galerie La Boëtie, Paříž
- 1947 Skupina Ra, Brno
- 1947 Jonge tsjecho-slowaaksche schilderkunst, Jeune peinture tchecoslovaque, Tentoostelling zaal Artes, Antverpy
- 1947 Skupina Ra, Topičův salon (1937–1949), Praha, Hradec Králové
- 1947 Moderne Kunst der Tschechoslowakei, Kunstmuseum Luzern
- 1964 Imaginativní malířství 1930 - 1950, Alšova jihočeská galerie v Hluboké nad Vltavou
- 1965 Moderní česká kresba, Palác Kinských, Praha, Dům umění města Brna
- 1965 Tschechoslowakische Kunst heute: Profile V, Staatliche Kunsthalle Baden-Baden
- 1965 La transfiguration de l'art tchèque: Peinture - sculpture - verre - collages, Palais de Congres, Liege
- 1966 Tematická studijní výstava UDS, Galerie d, Praha
- 1968/69 50 let československého malířství 1918 - 1968, Bratislava, Hluboká, Praha, Brno, Ostrava
- 1969 Phases, OGV v Jihlavě, KG Hradec Králové, DU města Brna
- 1988 Skupina Ra, Dům U Kamenného zvonu, Praha, KG Hradec Králové
- 1996 Český surrealismus 1929–1953, Městská knihovna, Praha
- 1997 České imaginativní umění, Galerie Rudolfinum, Praha
- 2003 Umění je abstrakce. Česká vizuální kultura 60. let, Jízdárna Pražského hradu, Praha, UPM Brno, Salon, Kabinet, Olomouc
- 2004/2006 Šedesátá / The sixties ze sbírky Galerie Zlatá husa v Praze, Dům umění města Brna, GU Karlovy Vary
- 2011 Surrealistická východiska (1948–1989), Letohrádek Hvězda, Praha
- 2013 Absolutní krása, Galerie Moderna, Praha

#### Katalogy
- Václav Tikal: Obrazy a kresby: 1941 - 1957, 1958, Effenberger Vratislav, kat. 14 s., Čs spisovatel,
- Václav Tikal: Posmrtná výstava malířského díla 1941 - 1965, 1965, Šmejkal František, kat. 24 s., Dům umění města Brna
- Obrazy Václava Tikala, 1965, Effenberger Vratislav, kat. 12 s., ZV ROH, Ústí nad Orlicí
- Václav Tikal: Malířské dílo 1941–1965, 1965, Effenberger Vratislav, Teige Karel, kat. 36 s., Krajská galerie, Hradec Králové
- Václav Tikal, 1966, Kalivoda Robert, kat. 20 s., GU Karlovy Vary
- Václav Tikal, 1967, Vykoukal Jiří, kat. 36 s., GVU v Ostravě
- Václav Tikal, 1992, Hlaváčková Miroslava, Kundera Ludvík, Lorenc Zdeněk, kat. 24 s., GMU v Roudnici nad Labem
- Václav Tikal: Retrospektiva, 2007, Kat. 4 s., Galerie U Betlémské kaple, Praha
- Václav Tikal: Kresby, 2007, Vykoukal Jiří, kat. 4 s.+ 14 vložených listů, GVU Cheb

#### Knihy
- Effenberger Vratislav, Výtvarné projevy surrealismu, Odeon Praha 1969
- Šmejkal František, Skupina Ra, Galerie hlavního města Prahy 1988
- Vykoukal Jiří, Václav Tikal 1906–1965, SGVU v Chebu za spoluúčasti AJG Hluboká, OGV Jihlava, KGVU Zlín, MU Olomouc, GVU Ostrava, SG v Praze, 1993, ISBN 80-85016-21-4
- Vykoukal Jiří Václav Tikal, Vltavín 2007 Galerie Moderna